# Výlety páně Broučkovy
Výlety páně Broučkovy (německy Ausflüge des Herrn Brouček, anglicky The Excursions of Mr. Brouček, polsky Wyprawy Pana Broučka) je pátá opera Leoše Janáčka na náměty dvou povídek Svatopluka Čecha z roku 1888 Pravý výlet pana Broučka do Měsíce a Nový epochální výlet pana Broučka, tentokráte do XV. století. Operu vytvořil v letech 1908–1917. Premiéra proběhla dne 23. dubna 1920 v Národním divadle v Praze, představení řídil Otakar Ostrčil.

## Námět a libreto
Po dokončení čtvrté opery Osud Janáček obtížně hledal námět pro další operu. Mezi uvažované náměty patřila tato díla:
- Alois a Vilém Mrštíkové: Maryša
- Gabriela Preissová: Gazdina roba
- Gabriela Preissová: Jarní píseň
- Karel Dostál-Lutinov: Honza hrdina
- Quido Maria Vyskočil: Duše zvonů
- Ladislav Stroupežnický: Paní mincmistrová
- Lev Nikolajevič Tolstoj: Anna Karenina

Poslední dvě témata dokonce začal zpracovávat. Nakonec se rozhodl pro povídku Svatopluka Čecha Pravý výlet pana Broučka do Měsíce, kterou později doplnil o druhou Čechovu povídku Nový epochální výlet pana Broučka, tentokráte do XV. století. Autorská práva pro zpracování tohoto Čechova tématu zajistil Janáčkovi Artuš Rektorys. Ten také doporučil jako libretistu Karla Maška.
Libreto napsal Janáček s pomocí několika literátů. Původně oslovil i Viléma Mrštíka či S. K. Neumanna či Karla Šípka. U první části postupně na libretu spolupracovali Karel Mašek, František Gellner, Viktor Dyk a F. S. Procházka. Ke skutečnosti, že na libretu spolupracovalo postupně několik básníků, vedla Janáčkova přesná představa o výsledku práce a neshody se spolupracovníky. Největší část libreta první části nakonec napsal Janáček s Dykem, který libreto v druhé polovině roku 1916 sjednotil a doplnil chybějící části. Dyk byl ale v listopadu 1916 zatčen a uvězněn pro velezradu, takže tato spolupráce byla přerušena. Libreto druhé části opery napsal Janáček s F. S. Procházkou. Tato druhá část opery vznikla během krátké doby devíti měsíců.

## Uvedení
O uvedení opery v Národním divadle v Praze se jednalo již od roku 1916. Premiéra nakonec proběhla dne 23. dubna 1920, představení řídil Otakar Ostrčil. Nastudování bylo přijato celkem vlídně. Atmosféra v divadle ale nebyla příznivá, takže se představení dočkalo jen devíti repríz. Neúspěch je přičítán naivní režii Gustava Schmoranze a špatné výpravě Karla Štapfera.
Následující uvedení proběhlo v Národním divadle v Brně, kdy byla provedena pouze první část, totiž Výlet pana Broučka do Měsíce, kterou navíc dirigent František Neumann asi o třetinu zkrátil. Scénu navrhl Josef Čapek.
Další uvedení proběhlo v roce 1937 opět v Brně. Opera byla tentokrát upravena Milanem Sachsem a Vilémem Tauským. Tato úprava vyšla tiskem v roce 1959 v nakladatelství Universal Edition.
Uvedení v zahraničí, především v Německu a Rakousku bylo podmíněno překladem libreta do němčiny. Toho se měl ujmout velký propagátor Janáčkova díla v německojazyčných zemích Max Brod. Ten ale jako přesvědčený pacifista odmítl provést překlad druhé části opery.

## Osoby a obsazení při premiéře
| Role                                           | Hlas        | Premiéra, 23. duben 1920          |
| ---------------------------------------------- | ----------- | --------------------------------- |
| Brouček                                        | tenor       | Mirko Štork                       |
| Mazal, Blankytný, Petřík                       | tenor       | Miloslav Jeník                    |
| Sakristán u sv. Víta, Lunobor, Domšík od Zvonu | bas/baryton | Vilém Zítek                       |
| Würfl, Čaroskvoucí, Konšel                     | bas         | Jan Fifka, Václav Novák           |
| Jiný hlas, Oblačný, Vacek Bradatý              | baryton     | Antonín Novotný                   |
| Virtuos, Harfoboj, Miroslav zlatník            | tenor       | Antonín Lebeda                    |
| Duhoslav, Vojta od Pávů, Hlas profesorův       | tenor       | Karel Hruška                      |
| Táborita                                       | baryton/bas | Hynek Lažanský                    |
| Jiný táborita                                  | baryton/bas | František (Otto) Mansfeld         |
| Málinka, Etherea, Kunka                        | soprán      | Markéta Letnianská, Ema Miřiovská |
| Hospodyně pana Broučka, Kedruta                | alt         | Věra Pivoňková                    |
| Číšníček, Zázračné dítě, Žák                   | soprán      | Marie Crhová                      |
| Zjevení básníkovo                              | baryton     | Bohumil Soběský                   |

## Stručný obsah

### První díl
Děje se na Pražském hradě a na Měsíci.

#### První dějství
Vikárka.

Pan Matěj Brouček je malostranský měšťan a majitel domu. Rád navštěvuje hospodu ve Vikárce. Hostinský Würfel točí skvělé pivo. Ostatní hosté v hospodě ale panu Broučkovi nejsou moc po chuti. Jsou to umělci – básník, malíř a skladatel, kteří nemají praktické schopnosti a nájem platí nepravidelně. Oni se mi naopak vysmívají pro jeho maloměšťáctví. Dalším hostem je sakristián od svatého Víta. Jeho dcera Málinka je milá malíře Mazala. Aby svého milého pozlobila, flirtuje s panem Broučkem. Opilý pan Brouček ji ale považuje za svou hospodyni. Mazal se Broučkovi směje, že mluví, jako kdyby spadl z Měsíce. Pan Brouček si posteskne, že na Měsíci určitě nejsou starosti s neplatícími nájemníky, daněmi ani advokáty. Na Zámeckých schodech vyleze na zeď a Měsíc jej přitahuje k sobě.

#### Proměna
Kraj na Měsíci

Pan Brouček se probírá na Měsíci a udiven si prohlíží okolní krajinu. Přichází básník Hvězdomír Blankytný a vítá verši neznámého hosta. Přicházejí i další měsíčňané a mluví podobně květnatou řečí. Pan Brouček se tomu posmívá, což u měsíčňanů vzbuduje údiv, ale kupodivu to zaujme měsíční krásku Ethereu, kterou si pan Brouček plete s Málinkou. Ta jej unáší za pomoci Pegasa do Chrámu všeuměn.

#### Druhé jednání
V Chrámě všeuměn se umělci snaží vytvořit svá nejlepší díla podněcováni mecenášem Čaroskvoucím. Přilétá Etherea s Broučkem a žádá o ochranu pro sebe a svého miláčka, čemuž se Brouček vzpírá. Učenec Lunobor, otec Etherey, si dceru odvádí a umělci zahrnují Broučka svými díly. Ten ale pro poezii nemá nejmenší pochopení, nazývá je tatrmany, zmocňuje se Pegasa a odlétá zpět k Zemi. Omráčen dopadá před Vikárku a když se probere, vidí loučící se milence Málinku a Mazala.

### Druhý díl
Děje se na Pražském hradě a v Praze v roce 1420.

#### První dějství
Vikárka.

Opilý pan Brouček cestou z Vikárky spadne do sklepa. Zde se mu zjeví básník Svatopluk Čech a pronáší řeč na oslavu slavné české minulosti.

#### Proměna
Praha v roce 1420.

Pan Brouček se potácí pražskými ulicemi husitské doby a nadává na špatné dláždění a louže. Také se podivuje nad podivnými oděvy a řečí pražanů. Ti se jej zmocní a považují jej za Zikmundova špeha. Brouček se ale vymluví, že byl dlouho v Turecku a proto je podivně oblečen a mluví jinak. Ujímá se ho Domšík a uvádí jej do svého domu. Celá Praha se chystá na střetnutí se Zikmundovými vojsky.

#### Druhé jednání
Pan Brouček se v Domšíkově domě převlékne do současného oblečení, aby nebyl nápadný. Spoléhá na to, že se dokáže včas vyhnout boji.

#### Proměna
Pražané oslavují vítězství nad křižáky. Brouček je ale svědky usvědčen, že se choval zbaběle a žebronil před domnělými křižáky o milost. Nezachrání jej ani výmluva, že ve skutečnosti pochází z  budoucnosti. Husité volají, že takové potomky určitě nechtělí. Brouček je odsouzen k smrti upálením v sudu. Brouček se již loučí se životem, když v tom se probudí v sudu na dvoře Vikárky, kde jej objeví hospodský Würfel. Když Brouček zjistí, že už mu nehrozí žádné nebezpečí, vychloubá se před hospodským svými údajnými hrdinskými skutky, "...ale neříkají to nikomu!"

## Vydání
- 1919 – klavírní výtah, Universal Edition, Vídeň, klavítní výtah připravil Roman Veselý[8]
- 1959 – partitura, Universal Edition, Vídeň
- 2003 – klavírní výtah, partitura, kritická edice, ed. Jiří Zahrádka, Vídeň,